# Циципас, Стефанос
Сте́фанос Циципа́с (греч. Στέφανος Τσιτσιπάς; род. 12 августа 1998, Афины) — греческий теннисист. Победитель Итогового турнира ATP 2019 года в одиночном разряде, финалист двух турниров Большого шлема в одиночном разряде (Открытый чемпионат Франции 2021 и Открытый чемпионат Австралии 2023), победитель 14 турниров ATP (из них 12 в одиночном разряде). Первый грек, вошедший в топ-100 и топ-10 мирового теннисного рейтинга. Бывшая третья ракетка мира в одиночном разряде. 
На юниорском уровне — победитель одного юниорского турнира Большого шлема в парном разряде (Уимблдон-2016), бывшая первая ракетка мира в юниорском рейтинге.

## Биография
Отец Циципаса — грек Апостолос Циципас. По материнской линии Стефанос имеет русские корни: мать — советская и затем греческая теннисистка Юлия Сальникова, дед — советский футболист и тренер Сергей Сальников. Сестра Елизавет и братья Петрос и Павлос также играют в теннис.
Начал играть в теннис в возрасте трёх лет вместе с родителями. Его тренером является отец. Любимая поверхность — трава; любимый турнир — Уимблдон; кумиром в мире тенниса в детстве называл Роджера Федерера. В январе 2019 года 20-летний Стефанос выбил своего 37-летнего кумира в 1/8 финала Открытого чемпионата Австралии.
Владеет греческим, русским и английским языками. Болельщик футбольного клуба АЕК. Имеет канал на YouTube.

## Спортивная карьера

### Начало карьеры

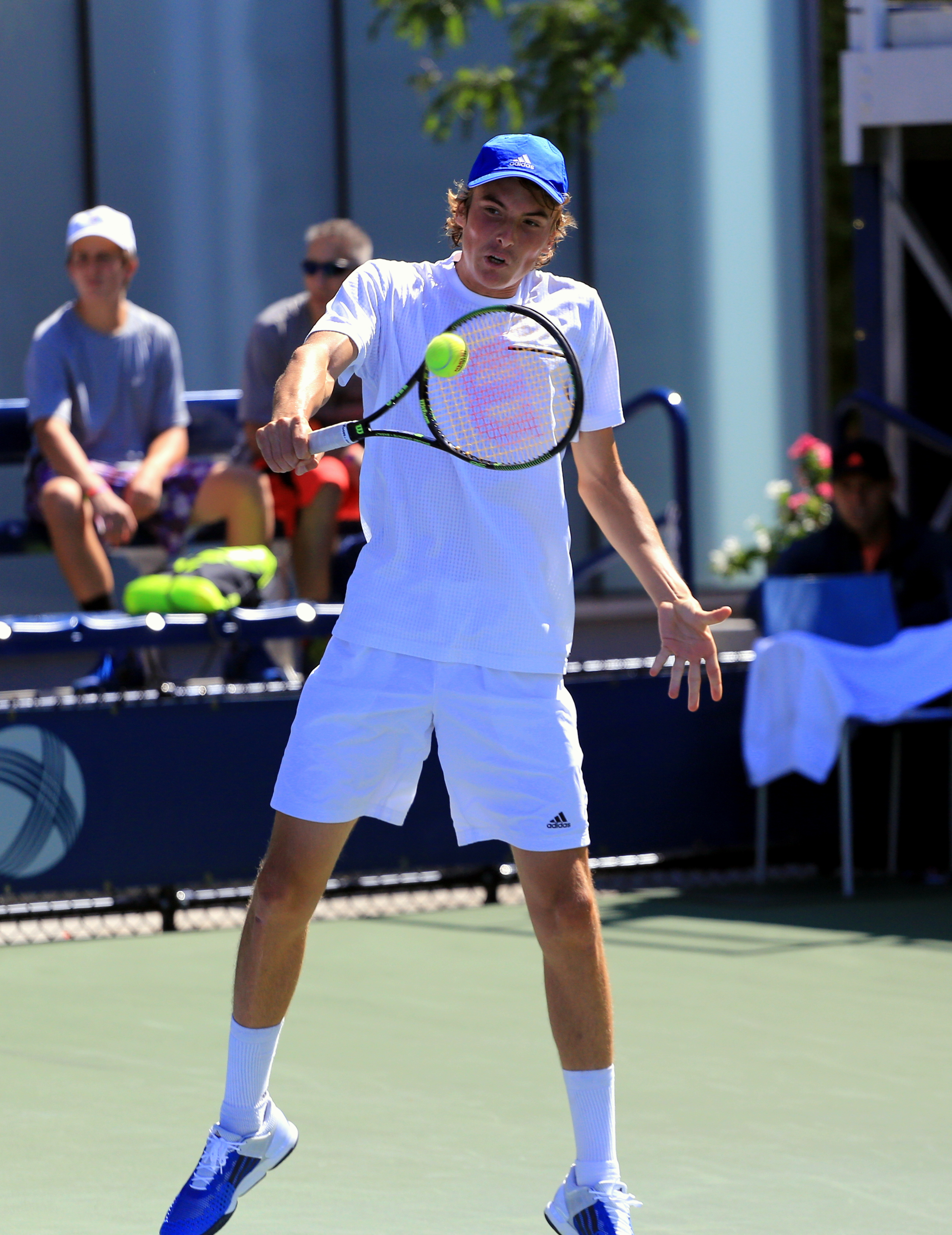
17-летний Циципас на юниорском Открытом чемпионате США-2015

Циципас начал обращать на себя внимание уже на юниорском уровне. Он стал выступать в юниорском туре ITF в 2013 году в возрасте 14 лет. В конце 2014 года он вышел в финал престижного среди юниоров турнира Orange Bowl, в котором проиграл американцу Стефану Козлову. В декабре 2015 года он повторил это достижение, но снова проиграл финальный матч — на этот раз сербу Миомиру Кецмановичу. В мае 2016 года Стефанос достиг первой строчки юниорского рейтинга.
На юниорских турнирах серии Большого шлема Циципас лучше всего проявил себя на Уимблдоне 2016 года. В одиночном разряде грек добрался до полуфинала, а в парном смог завоевать титул в дуэте с эстонцем Кеннетом Райсма. Он стал вторым греческим теннисистом после Николаса Калогеропулоса (победившим в 1963 году на Ролан Гаррос и Уимблдоне), выигравшим турнир Большого шлема в любой возрастной категории среди мужчин. После Уимблдона он смог победить на Чемпионате Европы среди юниоров, а на Открытом чемпионате США достиг полуфинала.
Первые матчи на взрослом уровне Циципас провёл в 2013 году на турнирах «фьючерс» в родной Греции. Дебютного титула он добился в мае 2015 года на «фьючерсе» в парном разряде, а в одиночках впервые выиграл в ноябре того же года.
Первый турнир в основной сетке в Мировом туре Циципас сыграл в феврале 2017 года, получив уайлд-кард на турнир в Роттердам. В том сезоне он также дебютировал на турнирах Большого шлема, пройдя на Ролан Гаррос и Уимблдоне квалификацию, но уступив оба раза первом круге. В сентябре Стефанос выиграл единственный титул из серии «челленджер», добыв его в Генуи и затем впервые поднялся в топ-100 мирового рейтинга. В октябре на зальном турнире в Антверпене ему удалось, начав с квалификации, добраться до полуфинала и одержать первую победу над теннисистом из топ-10 (в 1/4 финала обыгран десятый в мире на тот момент Давид Гоффен). После этого он смог выйти в финал на «челленджере» в Бресте и завершил сезон на 91-м месте рейтинга.

### 2018: прогресс года и финал Мастерса

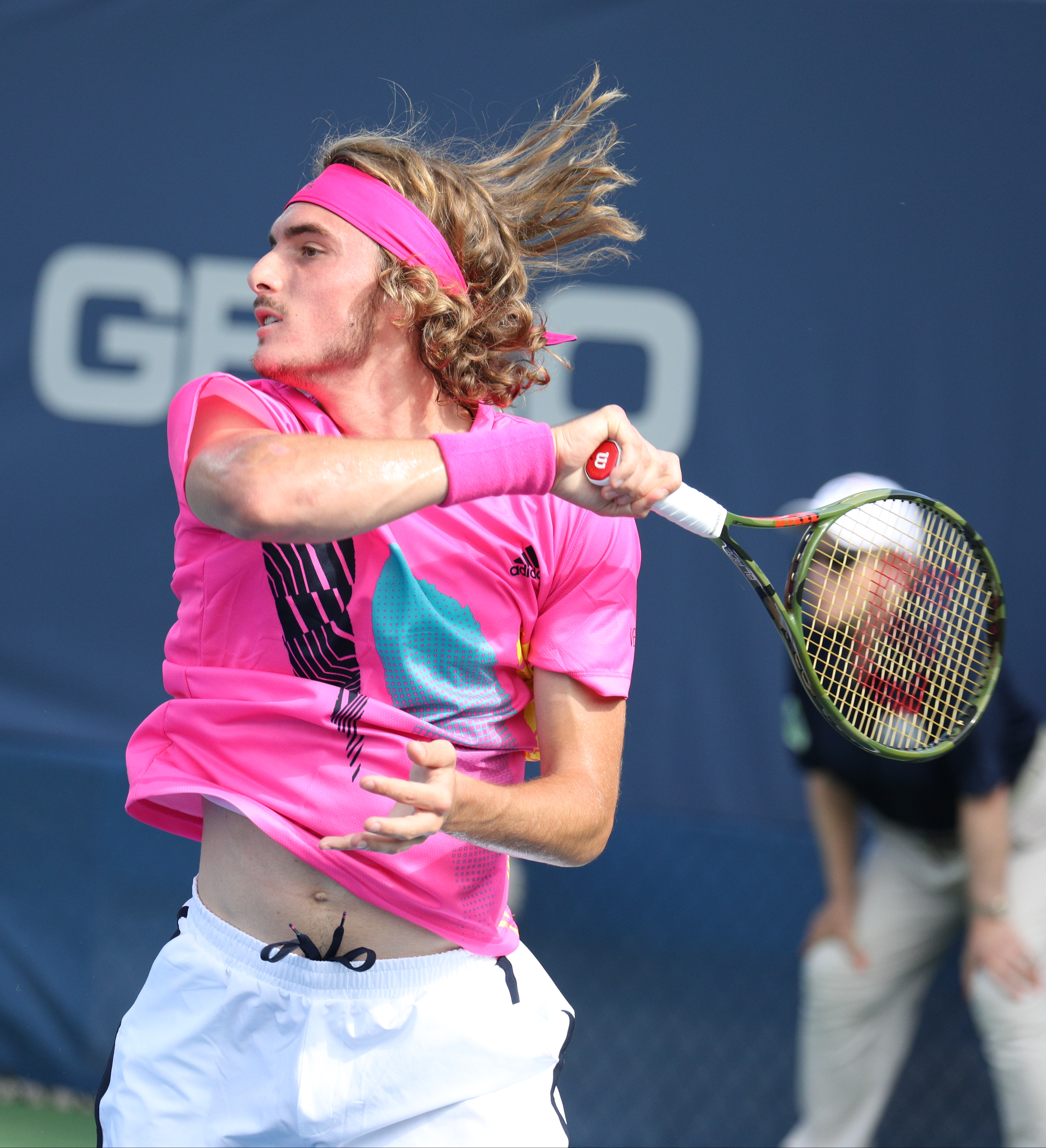
Циципас на турнире в Вашингтоне 2018 года

Сезон 2018 года ознаменовался для Циципаса прорывом в элиту мирового тенниса. На старте сезона он сыграл на турнире в Дохе, где начав с квалификационных раундов, добрался до четвертьфинала. Далее у его была серия неудачных выступлений на турнирах в Туре и следующий раз в 1/4 финала Стефаном оказался в конце февраля на турнире в Дубае.
Первый сюрприз молодой грек преподнёс в апреле на грунтовом турнире в Барселоне. Молодой грек в четвертьфинале выбил с турнира № 7 в мире Доминика Тима (6-3, 6-2), а затем разобрался с испанцем Пабло Карреньо Бустой и вышел в свой дебютный финал в Мировом туре. Первый титульный матч он провёл сразу против «грунтового короля» Рафаэля Надаля и уступил ему со счётом 2-6, 1-6. Результат, добытый в Барселоне, позволил Циципасу впервые войти в топ-50 одиночного рейтинга.
На следующем для себя турнире в Кашкайше Циципас смог пройти в полуфинал и обыграть ещё одного представителя топ-10 (во втором раунде № 8 Кевина Андерсона). На Открытом чемпионате Франции он уже во втором раунде провёл матч против Тима, который взял у него реванш, победив в четырёх сетах.
Перейдя в июне на травяное покрытие, Циципас вышел в четвертьфинал турнира в Хертогенбосе. В июле, являясь первой ракеткой Греции, он дошёл до четвёртого раунда Уимблдонского турнира. Стефанос победил Грегуара Баррера, Джареда Дональдсона и Томаса Фаббиано, уступив в 1/8 финала будущему полуфиналисту Джону Изнеру — 4:6, 6:7, 6:7. После Уимблдона Циципас снялся с грунтовых турниров в Бостаде и Гштааде, мотивируя тем, что «привык выкладываться на корте на все сто, но смена покрытия делает невозможным участие в этих турнирах».
Американскую серию хардовых турниров Циципас начал с выхода в полуфинал турнира в Вашингтоне в начале августа. Затем на турнире категории «Мастерс» в Торонто Циципас, резко прибавивший в классе, выступил сенсационно и одержал на харде сразу четыре победы над теннисистами из первой «десятки» мирового рейтинга — во втором над Домиником Тимом (6:3, 7:6), в третьем над Новаком Джоковичем (6:3, 6:7, 6:3), в 1/4 финала Александром Зверевым (3:6, 7:6, 6:4) и в 1/2 финала Кевином Андерсоном (6:7, 6:4, 7:6). В финале, состоявшемся в день его 20-летия, Циципас слабо провёл начало матча, дважды проиграв свою подачу, и в итоге уступил Рафаэлю Надалю в двух сетах — 2:6, 6:7. После турнира Циципас впервые вошёл в топ-20 сильнейших теннисистов мира, заняв 15-ю позицию в рейтинге (год назад был 161-м). На Открытом чемпионате США уже во втором круге Циципас проиграл в четырёх сетах россиянину Даниилу Медведеву.
Осенью на серии турниров в Азии лучшими результатами Циципаса стали четвертьфинал в Токио и третий раунд Мастерса в Шанхае. Вернувшись в октябре в Европу, Стефанос смог выиграть свой первый титул в Туре. Его ждал успех на зальном турнире в Стокгольме, где в финале он переиграл Эрнеста Гулбиса — 6-4, 6-4. На следующем турнире в Базеле он дошёл до полуфинала. За свои достижения по ходу сезона Циципас получил награду ассоциации теннисистов за лучший прогресс года.

### 2019: полуфинал в Австралии, победа на Итоговом турнире и топ-5

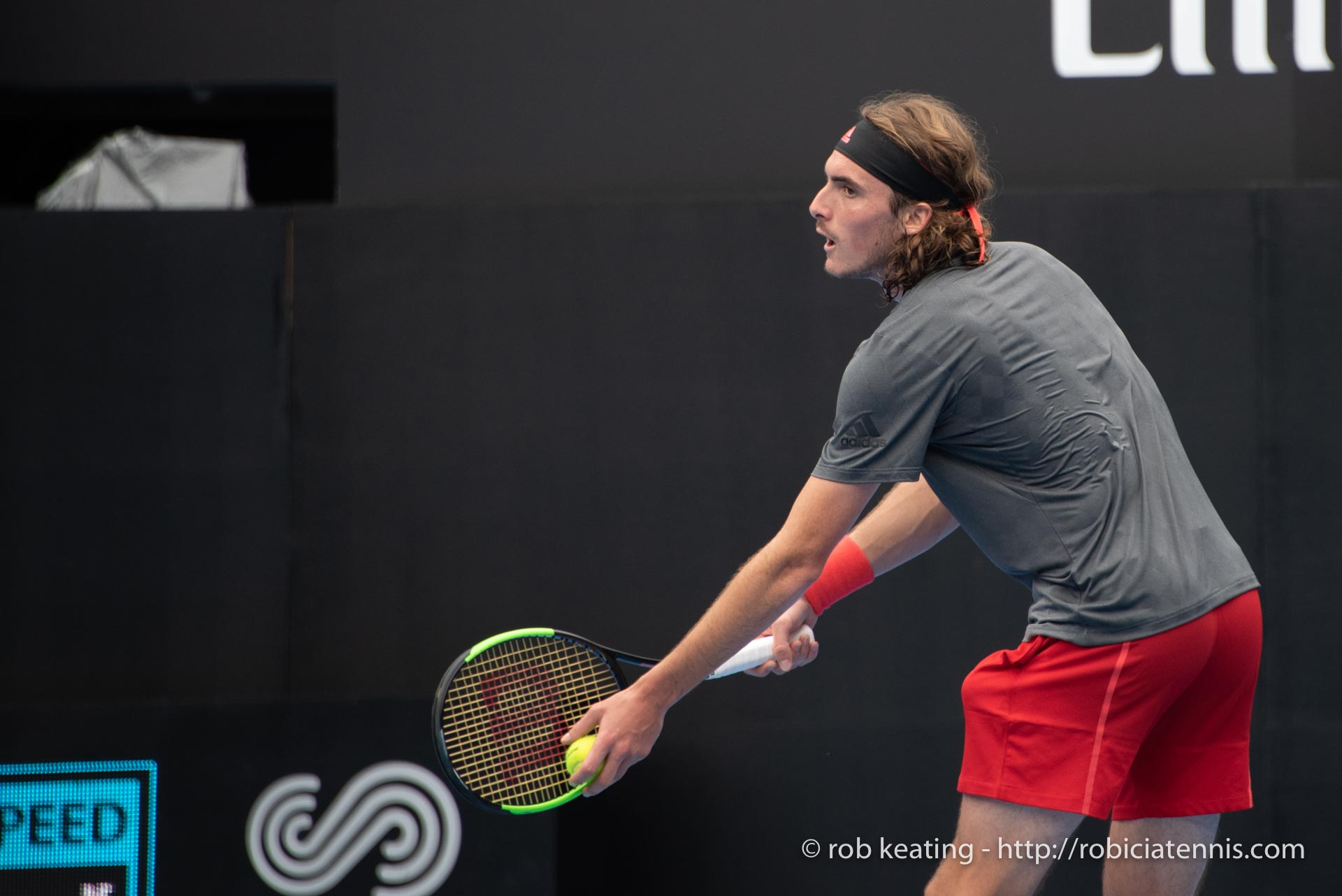
Циципас на турнире в Сиднее 2019 года

Сезон Циципас начал с выступления на командном турнире Кубок Хопмана, где в команде с Марией Саккари представлял Грецию, но их сборная не смогла выйти из группы. Затем он выступил на турнире в Сиднее и сыграл там два матча, проиграв в четвертьфинале. На Открытом чемпионате Австралии Циципас прошёл первые три раунда, отдав в каждом матче по сету, а в четвёртом круге впервые в карьере выиграл у 37-летнего Роджера Федерера со счётом 6-7(11), 7-6(3), 7-5, 7-6(5). В четвертьфинале вновь в 4 сетах обыграл испанца Роберто Баутисту Агута. В полуфинале Стефанос без борьбы в трёх сетах уступил второй ракетке мира Рафаэлю Надалю (2-6, 4-6, 0-6).
Следом за Открытым чемпионатом Австралии он дошёл до четвертьфинала турнира в Софии, где в двух сетах проиграл французу Гаэлю Монфису. В конце февраля он выиграл турнир серии ATP 250 в Марселе, обыграв в финале Михаила Кукушкина из Казахстана в двух сетах. В 4 матчах турнира Циципас не проиграл ни сета. На следующем турнире уже серии ATP 500 в Дубае греческий спортсмен дошёл до финала, в котором третий раз в сезоне встретился с Федерером и проиграл ему со счётом 4-6, 4-6. После выступления в Дубае 20-летний грек впервые поднялся в топ-10. В марте Циципас на турнирах в США сначала проиграл Феликсу Оже-Альяссиму в первом матче Мастерса в Индиан-Уэллсе, после чего в в Майами дошёл до 1/8 финала, где проиграл другому канадцу Денису Шаповалову. В парном разряде турнира в Майами он сыграл в команде с Уэсли Колхофом и их дуэт смог дойти до финала, в котором они уступили известным «парникам» братьям Брайанам.
В грунтовой части сезона Циципас сумел выиграть один титул, который стал первым для него на этом покрытии в Туре. Произошло это в начале мая на турнире в Кашкайше, в финале которого обыграл уругвайца Пабло Куэваса — 6-3, 7-6(4). Затем Циципас поучаствовал на Мастерсе в Мадриде. Посеянный под восьмым номером, он в четвертьфинале переиграл № 8 в мире Александра Зверева (7-5, 3-6, 6-2), а в полуфинале вторую ракетку мира, имеющего прозвище «грунтовый король», Рафаэля Надаля (6-4, 2-6, 6-3). В финале грек проиграл первой ракетке мира Новаку Джоковичу со счётом 3-6, 4-6. В парном разряде в Мадриде вместе с голландцем Уэсли Колхофом он дошёл до полуфинала, где они проиграли паре Ройер и Текэу. На следующем Мастерсе в Риме Циципас прошёл в полуфинал, где на этот раз уже проиграл Надалю — 3-6, 4-6. На Открытом чемпионате Франции Циципас выступал в качестве № 6 в мире и доиграл до четвёртого раунда, где в упорной борьбе проиграл 34-летнему ветерану Стэну Вавринке в пяти сетах — 6-7(6), 7-5, 4-6, 6-3, 6-8.
Перед Уимблдоном Циципас сыграл два турнира на траве и на одном из них (в Лондоне) дошёл до четвертьфинала. На самом же Уимблдонском турнире он неожиданно проиграл в первом раунде итальянцу Томасу Фаббиано в пяти сетах.
В августе на турнире в Вашингтоне дошёл до полуфинала, где уступил Нику Кирьосу — 4-6, 6-3, 6-7(7). Далее игра на североамериканских турнирах у грека не заладилась и на Открытом чемпионате США он проиграл в первом раунде Андрею Рублёву — 4-6, 7-6(5), 6-7(7), 5-7.
В сентябре Стефанос впервые сыграл за сборную Греции в отборочных раундах Кубка Дэвиса. В начале октября, обыграв в полуфинале № 6 в мире Зверева (7-6, 6-4), он дошёл до финала турнира ATP 500 в Пекине, где проиграл пятой ракетке мира Доминику Тиму (6-3, 4-6, 1-6). Затем на Мастерсе в Шанхае в четвертьфинале Циципас впервые смог победить действующего лидера мирового рейтинга. На тот момент им был Новак Джокович, проигравший греку со счётом 3-6, 7-5, 6-3. В полуфинале он проиграл в свою очередь Даниилу Медведеву. На зальном турнире в Базеле Циципас вышел в полуфинал, где ему нанёс поражение Роджер Федерер. На последнем в сезоне Мастерсе в Париже он встретился в четвертьфинале с Джоковичем и серб взял уверенный реванш, отдав Стефаносу всего три гейма.
Дебютный в карьере Итоговый турнир в Лондоне для Циципаса стал лучшим в карьере. В своей группе он занял первое место, обыграв впервые россиянина Даниила Медведева, а затем в четвёртый раз в сезоне Александра Зверева. В полуфинале Циципас обыграл Федерера, а в финале в эпичной схватке победил третий раз в карьере Доминика Тима. В возрасте 21 года Циципас стал самым молодым победителем Итогового турнира с 2001 года, когда в возрасте 20 лет победил Ллейтон Хьюитт.
| Стадия          | Соперник         | Рейтинг | Счёт              | время матча |
| групповой раунд | Даниил Медведев  | 4       | 7-6(5) 6-4        | 1 ч 42 мин  |
| групповой раунд | Александр Зверев | 7       | 6-3 6-2           | 1 ч 14 мин  |
| групповой раунд | Рафаэль Надаль   | 1       | 7-6(4) 4-6 5-7    | 2 ч 52 мин  |
| 1/2             | Роджер Федерер   | 3       | 6-3 6-4           | 1 ч 36 мин  |
| финал           | Доминик Тим      | 5       | 6-7(6) 6-2 7-6(4) | 2 ч 36 мин  |

По итогам сезона 2019 года Циципас занял 6-е место в рейтинге.

### 2020: полуфинал на Ролан Гаррос
На старте сезона Циципас сыграл за команду Греции на Кубке ATP, но они не смогли выйти из группы. На Открытом чемпионате Австралии Стефанос не смог повторить прошлогодний результат и в третьем раунде в трёх сетах проиграл Милошу Раоничу. В феврале он второй год подряд выиграл турнир в Марселе, не отдав соперникам ни одного сета в 4 матчах. Вслед за этим также второй год подряд дошёл до финала в Дубае, где проиграл Джоковичу (3-6, 4-6).
После паузы в сезоне Циципас в августе на турнире серии Мастерс в Нью-Йорке вышел в полуфинал, в котором проиграл Милошу Раоничу 6-7(5), 3-6. На Открытом чемпионате США, проходившем без зрителей из-за пандемии COVID-19, он уверенно прошёл два раунда, но в третьем круге проиграл хорвату Борне Чоричу, хотя вёл 5-1 в четвёртом сете и имел по ходу матча 6 матчболов — 7-6(2), 4-6, 6-4, 5-7, 6-7(4).
В конце сентября на грунтовом турнире серии ATP 500 в Гамбурге Циципас добрался до финала, но проиграл Андрею Рублёву, хотя подавал на матч в третьем сете — 4-6, 6-3, 5-7. На Открытом чемпионате Франции, который проходил осенью из-за пандемии COVID-19, Циципас едва не проиграл в первом же матче, сумев отыграться со счёта 0-2 по сетам у испанца Хауме Мунара — 4-6, 2-6, 6-1, 6-4, 6-4. Однако затем Стефанос заиграл гораздо увереннее, выиграв 4 матча подряд со счётом 3-0. В четвертьфинале Циципас взял убедительный реванш у Рублёва за поражение в Гамбурге — 7-5, 6-2, 6-3. В полуфинале против Джоковича Циципас сумел отыграть матчбол на подаче противника при счёте 3-6, 2-6, 4-5, а затем впервые в матче взял подачу Новака. Циципас выиграл третий и четвёртый сеты (в 4-й партии Стефанос отыграл 10 из 11 брейкпойнтов на своей подаче), но в пятом сильнее был Джокович, победивший со счётом 6-3, 6-2, 5-7, 4-6, 6-1. Циципас реализовал 4 из 15 брейкпойнтов, а его соперник — 8 из 22. После матча Стефанос заявил, что в конце матча ему мешала травма, полученная на Открытом чемпионате Италии в Риме. Циципас стал пятым в истории теннисистом (и четвёртым на Ролан Гаррос), который сумел перевести матч с Джоковичем в пятую партию, проиграв первые два сета.
На Итоговом турнире Циципас защищал прошлогодний титул, но на этот раз не сумел выйти из группы, в которой проиграл Тиму и Надалю и выиграл один матч у Рублёва.

### 2021: финал Открытого чемпионата Франции

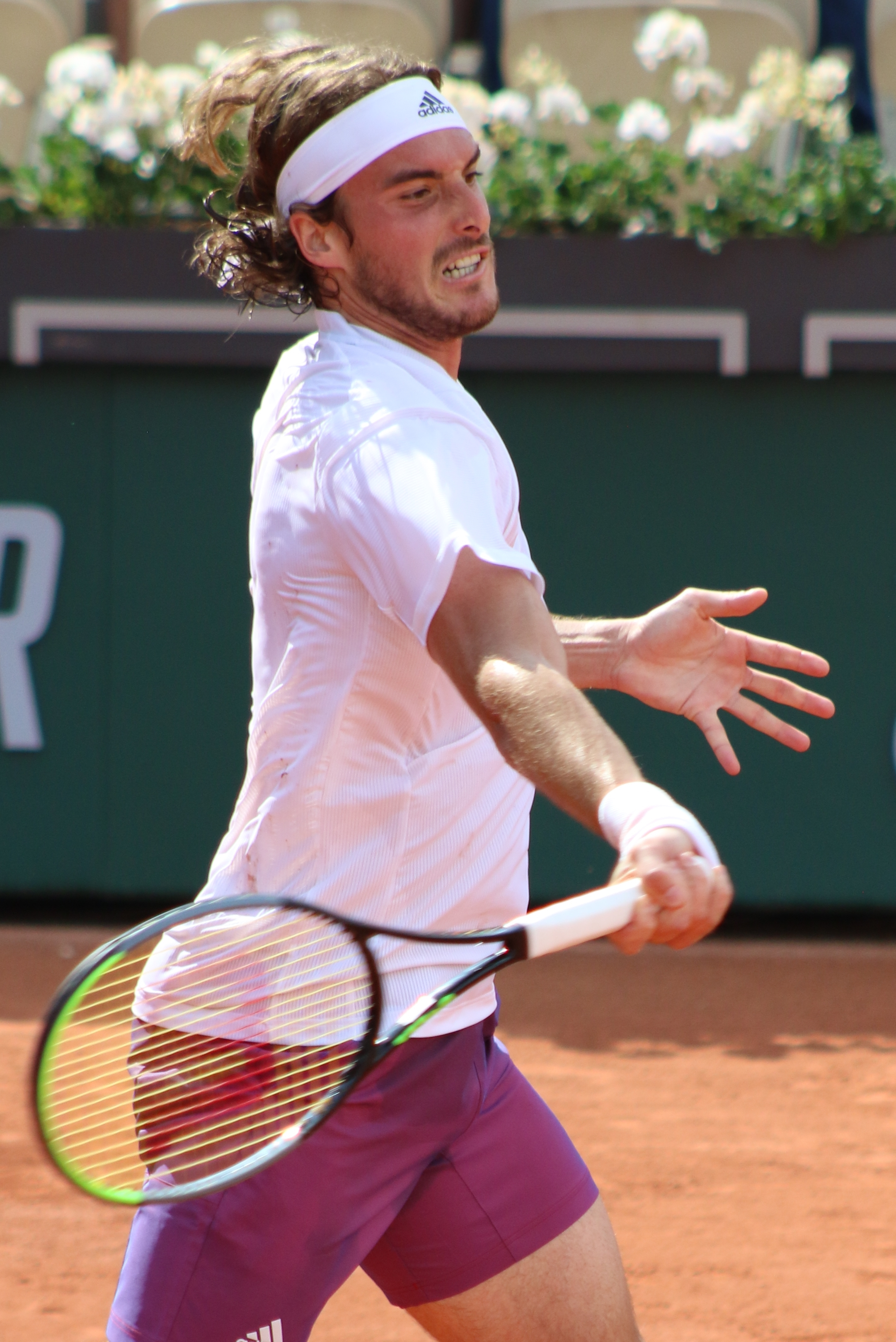
Циципас на Открытом чемпионате Франции 2021 года

На Открытом чемпионате Австралии в феврале Циципас второй раз в карьере оформил выход в полуфинал. Для этого достижения ему потребовалось одержать победу над второй ракеткой мира Рафаэлем Наделем в 1/4 финала. Стефанос смог справиться с этой задачей в пятисетовом матче длинною 4 часа 5 минут. Первые два сета он проиграл, однако затем смог переломить ситуацию и победил со счётом 3-6, 2-6, 7-6(4), 6-4, 7-5. В полуфинале он довольно легко проиграл Даниилу Медведеву — 4-6, 2-6, 5-7.
В марте он продолжил выступления на турнире в Роттердаме, дойдя там до полуфинала. На следующем турнире в Марселе он неожиданно проиграл в 1/4 финала Пьеру-Югу Эрберу. На турнире в Акапулько Циципас вышел в финал, но уступил в нём Александру Звереву со счётом 4-6, 6-7(3).
В апреле Циципас впервые в карьере победил на турнире серии Мастерс: в Монте-Карло Циципас не проиграл ни одного сета и даже ни разу не играл тай-брейк. В финале был переигран Андрей Рублёв (6-3, 6-3). В мае Циципас выиграл турнир ATP 250 в Лионе, в четырёх матчах он проиграл только один сет.
На Открытом чемпионате Франции Циципас был посеян под пятым номером и уверенно прошёл первые 4 раунда, отдав только один сет (Джону Изнеру в матче третьего круга). В четвертьфинале Циципас в трёх сетах обыграл Даниила Медведева (6-3, 7-6(3), 7-5), который традиционно не очень удачно выступает на грунте. В полуфинале в пяти сетах Циципас победил Александра Зверева (6-3, 6-3, 4-6, 4-6, 6-3) и впервые в карьере вышел в финал турнира Большого шлема. В решающем матче греческий теннисист выиграл первые два сета у лидера мирового рейтинга Новака Джоковича (7-6(6), 6-2), но затем соперник перехватил инициативу и выиграл три сета подряд — 6-3, 6-2, 6-4. Благодаря выходу в финал на кортах «Ролан Гаррос» Циципас впервые в карьере поднялся на 4-е место в рейтинге.
На Уимблдоне Циципас уже в первом круге уступил американцу Фрэнсису Тиафо. На Олимпийских играх в Японии Циципас в третьем круге уступил французу Уго Эмберу. На Открытом чемпионате США греческий теннисист в третьем круге в очень упорном матче на тай-брейке пятого сета уступил юному испанцу Карлосу Алькарасу, который назвал этот матч лучшим в его карьере.

### 2022: вторая победа на Мастерсе в Монте-Карло
Наибольшего для 2022 года успеха в турнирах Большого шлема добился в Австралии, где дошёл до полуфинала, уступив в четырёх сетах Даниилу Медведеву. 
В апреле второй род подряд выиграл Мастерс в Монте-Карло на грунте. Посеянный третьим Циципас в 5 матчах турнира проиграл только один сет.
На Ролан Гаррос дошёл до 1/8 финала, на Уимблдоне до 1/16 финала, а на Открытом чемпионате США вылетел в первом же круге, проиграв в четырёх сетах малоизвестному колумбийцу Даниэлю Элахи Галану (№ 94 мирового рейтинга), пробившемуся сквозь три тура квалификации. При этом Циципас в первых двух сетах впервые в карьере проиграл 11 геймов подряд, жаловался на травму локтя, нестабильное настроение и негативные мысли в голове. На предшествующем турнире серии Мастерс в Цинциннати Циципас дошёл до финала, где проиграл в двух сетах Борне Чоричу.

### 2023: финал Открытого чемпионата Австралии

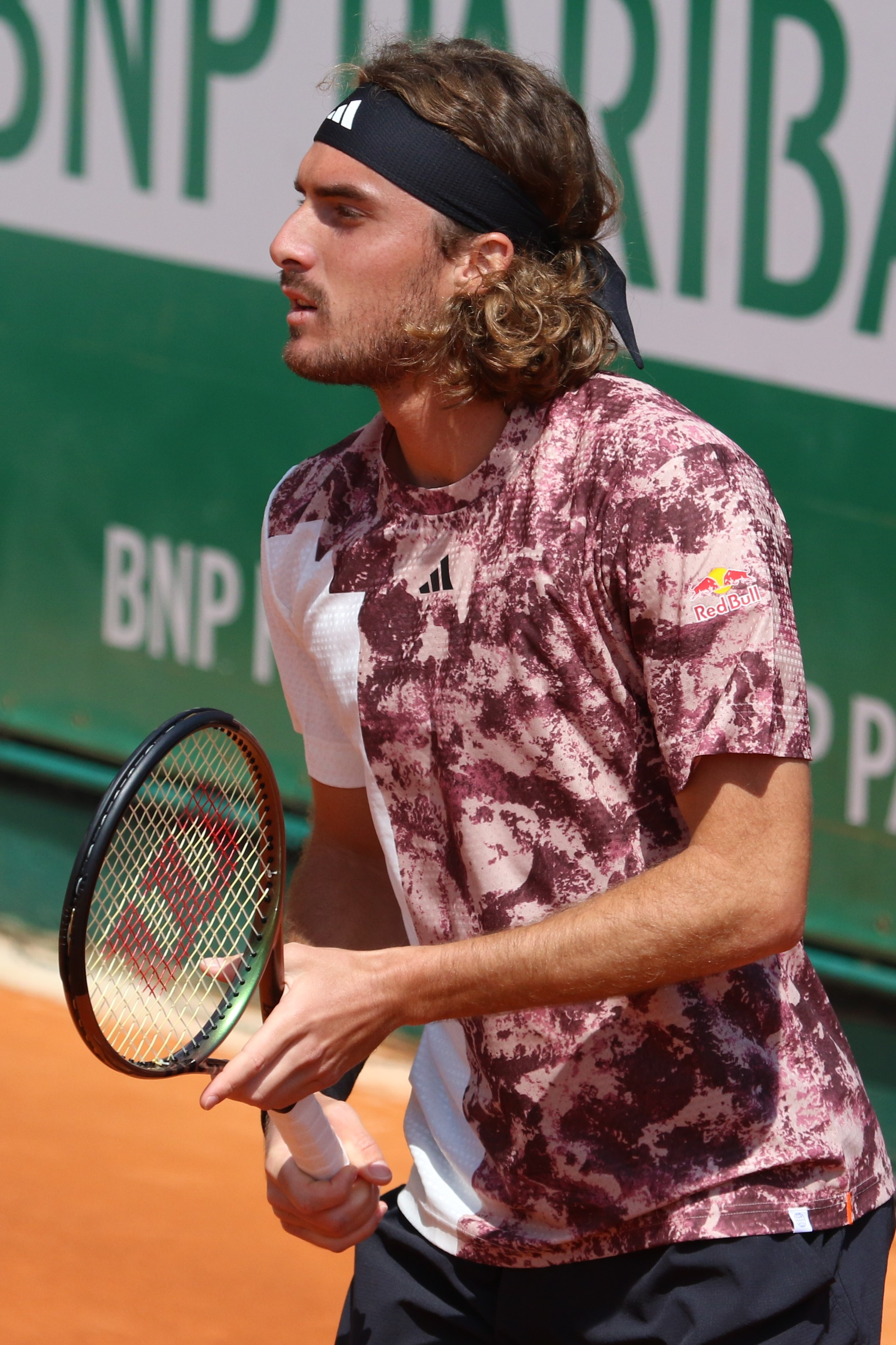
2023 год

На Открытом чемпионате Австралии Циципас, посеянный третьим, дошёл до полуфинала (в четвёртый раз за последние пять розыгрышей турнира). В пяти матчах до этого он проиграл два сета — оба Яннику Синнеру в четвёртом раунде (6-4, 6-4, 3-6, 4-6, 6-3). В 1/2 финала Циципас обыграл 18-го сеянного Карена Хачанова со счётом 7-6(2), 6-4, 6-7(6), 6-3 и второй раз в карьере вышел в финал турнира Большого шлема после Открытого чемпионата Франции 2021 года. В финале в трёх сетах уступил Новаку Джоковичу — 3-6, 6-7(4), 6-7(5).
После Открытого чемпионата Австралии за весь сезон Циципас только два раза сумел дойти до финала турниров ATP. В апреле Циципас проиграл на турнире ATP 500 в Барселоне на грунте второй ракетке мира Карлосу Алькарасу (10-е поражение в 10 финалах турниров ATP 500 за карьеру). В августе он выиграл турнир серии ATP 250 в мексиканском Лос-Кабосе на харде (это была первая с июня 2022 года победа Циципаса на турнире ATP, он также прервал серию из 5 поражений в финалах). Циципас впервые выиграл турнир ATP на харде не в зале (ранее он проиграл 7 из 7 финалов на харде на открытом воздухе). В августе впервые за год выпал из топ-6 рейтинга, но в сентябре вновь поднялся на пятое место.
На Открытом чемпионате Франции проиграл в 1/4 финала Алькарасу в трёх сетах. На Уимблдоне в первых двух кругах с трудом в пяти сетах обыграл сначала Доминика Тима, а затем Энди Маррея. В 4-м круге Циципас неожиданно проиграл 43-й ракетке мира Кристоферу Юбэнксу, хотя вёл 2-1 по сетам.
Ещё более неожиданное поражение Циципас потерпел на Открытом чемпионате США — во втором круге от 128-й ракетки мира Доминика Штрикера, хотя также вёл 2-1 по сетам. Осенью Циципас дошёл до полуфиналов на нескольких турнирах, включая Мастерс в Париже (там он впервые за год сумел обыграть теннисиста из топ-10 рейтинга), и отобрался на Итоговый турнир ATP пятый раз подряд. В октябре в Антверпене выиграл турнир ATP 250 в парном разряде вместе с младшим братом Петросом.
На Итоговом турнире в Турине проиграл 4-6, 4-6 Яннику Синнеру, а затем снялся в матче против Хольгера Руне при счёте 1-2 в первом сете. Вместо Циципаса завершал групповую стадию Хуберт Хуркач, который проиграл Джоковичу.

### 2024: третья победа на Мастерсе в Монте-Карло
На Открытом чемпионате Австралии был посеян 7-м и выбыл в 4-м круге, проиграв в 4 сетах Тейлору Фрицу. 19 февраля впервые за 5 лет выпал из топ-10 рейтинга. На Мастерсе в Индиан-Уэлсе проиграл Иржи Легечке в 4-м круге (2-6, 4-6), а в Майами уже в первом матче уступил Денису Шаповалову (2-6, 4-6).
В апреле третий раз в карьере выиграл турнир серии Мастерс в Монте-Карло. В третьем круге Циципас обыграл в двух сетах 5-ю ракетку мира Александра Зверева, а в полуфинале переиграл вторую ракетку мира Янника Синнера со счётом 6-4, 3-6, 6-4. Синнер вёл 4-2 в третьем сете, но Циципас сумел выиграть 4 гейма подряд. За матч Циципас реализовал 3 из 15 брейкпойнтов. Циципас 7-й раз в карьере вышел в финал турнира серии Мастерс. В финале Циципас обыграл Каспера Рууда со счётом 6-1, 6-4. Благодаря этому успеху поднялся на 7-е место в рейтинге. Через неделю после победы в Монте-Карло дошёл до финала турнира ATP 500 в Барселоне, где вновь встретился с Руудом и на этот раз проиграл 5-7, 3-6. Для Циципаса это была 11-е поражение в 11 финалах турниров ATP 500, в том числе четвёртое в Барселоне.

## Рейтинг на конец года
| Год  | Одиночный рейтинг | Парный рейтинг |
| ---- | ----------------- | -------------- |
| 2024 | 11                | 161            |
| 2023 | 6                 | 113            |
| 2022 | 4                 | 73             |
| 2021 | 4                 | 131            |
| 2020 | 6                 | 101            |
| 2019 | 6                 | 85             |
| 2018 | 15                | 211            |
| 2017 | 91                | 569            |
| 2016 | 210               | 363            |
| 2015 | 576               | 507            |
| 2014 | 1280              | 1709           |
| 2013 | 1985              | —              |

По данным официального сайта ATP на последнюю неделю года.

## Выступления на турнирах

### Финалы турниров Большого шлема в одиночном разряде (2)

#### Поражения (2)
| №  | Год  | Турнир                       | Покрытие | Соперник в финале | Счёт                   |
| 1. | 2021 | Открытый чемпионат Франции   | Грунт    | Новак Джокович    | 7-6(6) 6-2 3-6 2-6 4-6 |
| 2. | 2023 | Открытый чемпионат Австралии | Хард     | Новак Джокович    | 3-6 6-7(4) 6-7(5)      |

### Финалы Итогового турнираATP(1)

#### Победа (1)
| №  | Год  | Турнир                 | Покрытие   | Соперник в финале | Счет              |
| 1. | 2019 | Лондон, Великобритания | Хард (зал) | Доминик Тим       | 6-7(6) 6-2 7-6(4) |

### Финалы турнировATPв одиночном разряде (30)

#### Победы (12)
| Условные обозначения        |
| --------------------------- |
| Турниры Большого шлема (0)* |
| Итоговый турнир ATP (1)     |
| Мастерс (3)                 |
| АТР 500 (1+1)               |
| АТР 250 (7+1)               |

| Титулы по покрытиям | Титулы по месту проведения матчей турнира |
| ------------------- | ----------------------------------------- |
| Хард (6+2)*         | Зал (4+1)                                 |
| Грунт (5)           | Зал (4+1)                                 |
| Трава (1)           | Открытый воздух (8+1)                     |
| Ковёр (0)           | Открытый воздух (8+1)                     |

* количество побед в одиночном разряде + количество побед в парном разряде.
| №   | Дата            | Турнир                  | Покрытие   | Соперник в финале          | Счёт              |
| 1   | 21 октября 2018 | Стокгольм, Швеция       | Хард (зал) | Эрнест Гулбис              | 6-4 6-4           |
| 2.  | 24 февраля 2019 | Марсель, Франция        | Хард (зал) | Михаил Кукушкин            | 7-5 7-6(5)        |
| 3.  | 5 мая 2019      | Кашкайш, Португалия     | Грунт      | Пабло Куэвас               | 6-3 7-6(4)        |
| 4.  | 17 ноября 2019  | Финал Мирового Тура ATP | Хард (зал) | Доминик Тим                | 6-7(6) 6-2 7-6(4) |
| 5.  | 23 февраля 2020 | Марсель, Франция (2)    | Хард (зал) | Феликс Оже-Альяссим        | 6-3 6-4           |
| 6.  | 18 апреля 2021  | Монте-Карло, Монако     | Грунт      | Андрей Рублёв              | 6-3 6-3           |
| 7.  | 23 мая 2021     | Лион, Франция           | Грунт      | Кэмерон Норри              | 6-3 6-3           |
| 8.  | 17 апреля 2022  | Монте-Карло, Монако (2) | Грунт      | Алехандро Давидович Фокина | 6-3 7-6(3)        |
| 9.  | 25 июня 2022    | Санта-Понса, Испания    | Трава      | Роберто Баутиста Агут      | 6-4 3-6 7-6(2)    |
| 10. | 5 августа 2023  | Кабо-Сан-Лукас, Мексика | Хард       | Алекс де Минор             | 6-3 6-4           |
| 11. | 14 апреля 2024  | Монте-Карло, Монако (3) | Грунт      | Каспер Рууд                | 6-1 6-4           |
| 12. | 1 марта 2025    | Дубай, ОАЭ              | Хард       | Феликс Оже-Альяссим        | 6-3 6-3           |

#### Поражения (18)
| №   | Дата             | Турнир                       | Покрытие   | Соперник в финале   | Счёт                   |
| 1.  | 29 апреля 2018   | Барселона, Испания           | Грунт      | Рафаэль Надаль      | 2-6 1-6                |
| 2.  | 12 августа 2018  | Торонто, Канада              | Хард       | Рафаэль Надаль      | 2-6 6-7(4)             |
| 3.  | 2 марта 2019     | Дубай, ОАЭ                   | Хард       | Роджер Федерер      | 4-6 4-6                |
| 4.  | 12 мая 2019      | Мадрид, Испания              | Грунт      | Новак Джокович      | 3-6 4-6                |
| 5.  | 6 октября 2019   | Пекин, Китай                 | Хард       | Доминик Тим         | 6-3 4-6 1-6            |
| 6.  | 29 февраля 2020  | Дубай, ОАЭ (2)               | Хард       | Новак Джокович      | 3-6 4-6                |
| 7.  | 27 сентября 2020 | Гамбург, Германия            | Грунт      | Андрей Рублёв       | 4-6 6-3 5-7            |
| 8.  | 20 марта 2021    | Акапулько, Мексика           | Хард       | Александр Зверев    | 4-6 6-7(3)             |
| 9.  | 25 апреля 2021   | Барселона, Испания (2)       | Грунт      | Рафаэль Надаль      | 4-6 7-6(6) 5-7         |
| 10. | 13 июня 2021     | Открытый чемпионат Франции   | Грунт      | Новак Джокович      | 7-6(6) 6-2 3-6 2-6 4-6 |
| 11. | 13 февраля 2022  | Роттердам, Нидерланды        | Хард (зал) | Феликс Оже-Альяссим | 4-6 2-6                |
| 12. | 15 мая 2022      | Рим, Италия                  | Грунт      | Новак Джокович      | 0-6 6-7(5)             |
| 13. | 21 августа 2022  | Цинциннати, США              | Хард       | Борна Чорич         | 6-7(0) 2-6             |
| 14. | 9 октября 2022   | Астана, Казахстан            | Хард (зал) | Новак Джокович      | 3-6 4-6                |
| 15. | 23 октября 2022  | Стокгольм, Швеция            | Хард (зал) | Хольгер Руне        | 4-6 4-6                |
| 16. | 29 января 2023   | Открытый чемпионат Австралии | Хард       | Новак Джокович      | 3-6 6-7(4) 6-7(5)      |
| 17. | 23 апреля 2023   | Барселона, Испания (3)       | Грунт      | Карлос Алькарас     | 3-6 4-6                |
| 18. | 21 апреля 2024   | Барселона, Испания (4)       | Грунт      | Каспер Рууд         | 5-7 3-6                |

### Финалы выставочных турнировATPв одиночном разряде (1)

#### Победа (1)
| Титулы по покрытиям | Титулы по месту проведения матчей турнира |
| ------------------- | ----------------------------------------- |
| Хард (1)            | Зал (1)                                   |
| Грунт (0)           | Зал (1)                                   |
| Трава (0)           | Открытый воздух (0)                       |
| Ковёр (0)           | Открытый воздух (0)                       |

| №  | Дата           | Турнир                                        | Покрытие   | Соперник в финале | Счёт                  |
| 1. | 10 ноября 2018 | Финал ATP среди теннисистов не старше 21 года | Хард (зал) | Алекс де Минор    | 2-4 4-1 4-3(3) 4-3(3) |

### Финалы челленджеров и фьючерсов в одиночном разряде (11)

#### Победы (6)
| Условные обозначения |
| Челленджеры (1)*     |
| Фьючерсы (5+6)       |

| Титулы по покрытиям | Титулы по месту проведения матчей турнира |
| ------------------- | ----------------------------------------- |
| Хард (2+6)*         | Зал (0)                                   |
| Грунт (4)           | Зал (0)                                   |
| Трава (0)           | Открытый воздух (6+6)                     |
| Ковёр (0)           | Открытый воздух (6+6)                     |

* количество побед в одиночном разряде + количество побед в парном разряде.
| №  | Дата             | Турнир                          | Покрытие | Соперник в финале     | Счёт              |
| 1. | 1 ноября 2015    | Никосия, Кипр                   | Хард     | Александр Фоли        | 2-6 6-4 6-2       |
| 2. | 17 апреля 2016   | Пула, Италия                    | Грунт    | Эрик Крепальди        | 6-3 6-1           |
| 3. | 15 мая 2016      | Пула, Италия                    | Грунт    | Каспер Рууд           | 6-3 6-7(2) 7-6(2) |
| 4. | 29 мая 2016      | Лекко, Италия                   | Грунт    | Марко Бортолотти      | 7-6(8) 7-6(3)     |
| 5. | 2 октября 2016   | Оливейра-ди-Аземейш, Португалия | Хард     | Янник Мертенс         | 6-3 4-6 6-2       |
| 6. | 10 сентября 2017 | Генуя, Италия                   | Грунт    | Гильермо Гарсия Лопес | 7-5 7-6(2)        |

#### Поражения (5)
| №  | Дата            | Турнир              | Покрытие   | Соперник в финале | Счёт        |
| 1. | 1 ноября 2015   | Ираклион, Греция    | Хард       | Стивен Диес       | 2-6 0-6     |
| 2. | 17 июля 2016    | Крамзах, Австрия    | Грунт      | Янник Ганфманн    | 4-6 4-6     |
| 3. | 9 октября 2016  | Мохаммедия, Марокко | Грунт      | Геральд Мельцер   | 6-3 3-6 2-6 |
| 4. | 16 октября 2016 | Касабланка, Марокко | Грунт      | Максим Жанвье     | 4-6 0-6     |
| 5. | 29 октября 2017 | Брест, Франция      | Хард (зал) | Корантен Муте     | 2-6 6-7(8)  |

### Финалы турнировATPв парном разряде (3)

#### Победы (2)
| №  | Дата            | Турнир             | Покрытие   | Партнёр         | Соперник в финале                | Счёт              |
| 1. | 26 февраля 2022 | Акапулько, Мексика | Хард       | Фелисиано Лопес | Марсело Аревало Жан-Жюльен Ройер | 7-5 6-4           |
| 2. | 22 октября 2023 | Антверпен, Бельгия | Хард (зал) | Петрос Циципас  | Ариэль Беар Адам Павласек        | 6-7(5) 6-4 [10-8] |

#### Поражение (1)
| №  | Дата          | Турнир      | Покрытие | Партнёр      | Соперник в финале      | Счёт       |
| 1. | 30 марта 2019 | Майами, США | Хард     | Уэсли Колхоф | Боб Брайан Майк Брайан | 5-7 6-7(8) |

### Финалы челленджеров и фьючерсов в парном разряде (9)

#### Победы (6)
| №  | Дата            | Турнир           | Покрытие | Партнёр                 | Соперники в финале                | Счёт                  |
| 1. | 3 мая 2015      | Ираклион, Греция | Хард     | Александрос Якупович    | Илья Вучич Данило Петрович        | 6-3 3-6 [10-7]        |
| 2. | 8 ноября 2015   | Ираклион, Греция | Хард     | Константинос Икономидис | Александр Лазов Доминик Сук       | 6-2 6-2               |
| 3. | 15 ноября 2015  | Ираклион, Греция | Хард     | Константинос Икономидис | Сами Райнвайн Александр Сентенари | Без игры              |
| 4. | 3 апреля 2016   | Ираклион, Греция | Хард     | Константинос Икономидис | Петр Мичнев Вацлав Шафранек       | 4-6 7-6(6) [10-5]     |
| 5. | 1 мая 2016      | Ираклион, Греция | Хард     | Константинос Икономидис | Бруно Сави Кристофер Эфрон        | 7-6(5) 6-7(6) [13-11] |
| 6. | 4 сентября 2016 | Калгари, Канада  | Хард     | Тим ван Рейтховен       | Жозе Стейтем Ханс Хач Вердуго     | 6-4 2-6 [13-11]       |

#### Поражения (3)
| №  | Дата           | Турнир                          | Покрытие | Партнёр          | Соперники в финале                      | Счёт            |
| 1. | 15 мая 2016    | Пула, Италия                    | Грунт    | Петрос Циципас   | Франко Агаменоне Матео Николас Мартинес | 2-6 2-6         |
| 2. | 2 октября 2016 | Оливейра-ди-Аземейш, Португалия | Хард     | Лоренцо Фригерио | Жуан Домингеш Нуно Деус                 | 6-7(7) 1-6      |
| 3. | 23 июля 2017   | Схевенинген, Нидерланды         | Грунт    | Йозеф Ковалик    | Йоран Влиген Сандер Жийе                | 2-6 6-4 [10-12] |

## История выступлений на турнирах
По состоянию на 9 июня 2025 года
Для того чтобы предотвратить неразбериху и удваивание счета, информация в этой таблице корректируется только по окончании турнира или по окончании участия там данного игрока.
| Турнир                       | 2017          | 2018          | 2019          | 2020          | 2021          | 2022          | 2023          | 2024  | 2025  | Итог   | В/П за карьеру |
| ---------------------------- | ------------- | ------------- | ------------- | ------------- | ------------- | ------------- | ------------- | ----- | ----- | ------ | -------------- |
| Турниры Большого шлема       |               |               |               |               |               |               |               |       |       |        |                |
| Открытый чемпионат Австралии | К2            | 1Р            | 1/2           | 3Р            | 1/2           | 1/2           | Ф             | 4Р    | 1Р    | 0 / 8  | 24-8           |
| Открытый чемпионат Франции   | 1Р            | 2Р            | 4Р            | 1/2           | Ф             | 4Р            | 1/4           | 1/4   | 2Р    | 0 / 9  | 27-9           |
| Уимблдонский турнир          | 1Р            | 4Р            | 1Р            | НП            | 1Р            | 3Р            | 4Р            | 2Р    |       | 0 / 7  | 9-7            |
| Открытый чемпионат США       | К3            | 2Р            | 1Р            | 3Р            | 3Р            | 1Р            | 2Р            | 1Р    |       | 0 / 7  | 6-7            |
| Итог                         | 0 / 2         | 0 / 4         | 0 / 4         | 0 / 3         | 0 / 4         | 0 / 4         | 0 / 4         | 0 / 4 | 0 / 2 | 0 / 31 |                |
| В/П в сезоне                 | 0-2           | 5-4           | 8-4           | 8-3           | 12-4          | 10-4          | 14-4          | 8-4   | 1-2   |        | 66-31          |
| Итоговые турниры и Олимпиады |               |               |               |               |               |               |               |       |       |        |                |
| Итоговый турнир ATP          | -             | -             | П             | Группа        | Группа        | Группа        | Группа        | -     |       | 1 / 5  | 6-8            |
| Олимпийские игры             |               |               |               |               |               |               |               |       |       |        |                |
| Летняя Олимпиада             | Не проводился | Не проводился | Не проводился | Не проводился | 3Р            | Не проводился | Не проводился | 1/4   | НП    | 0 / 2  | 5-2            |
| Турниры Мастерс              |               |               |               |               |               |               |               |       |       |        |                |
| Индиан-Уэлс                  | -             | 2Р            | 2Р            | НП            | 1/4           | 3Р            | 2Р            | 4Р    | 4Р    | 0 / 7  | 9-7            |
| Майами                       | -             | 1Р            | 4Р            | НП            | 1/4           | 4Р            | 4Р            | 2Р    | 3Р    | 0 / 7  | 9-7            |
| Монте-Карло                  | -             | 2Р            | 3Р            | НП            | П             | П             | 1/4           | П     | 1/4   | 3 / 7  | 22-4           |
| Мадрид                       | -             | 1Р            | Ф             | НП            | 3Р            | 1/2           | 1/4           | 2Р    | 2Р    | 0 / 7  | 12-7           |
| Рим                          | -             | 2Р            | 1/2           | 2Р            | 1/4           | Ф             | 1/2           | 1/4   | 3Р    | 0 / 8  | 17-8           |
| Монреаль/Торонто             | -             | Ф             | 2Р            | НП            | 1/2           | 2Р            | 2Р            | 2Р    |       | 0 / 6  | 8-6            |
| Цинциннати                   | -             | 1Р            | 2Р            | 1/2           | 1/2           | Ф             | 3Р            | 2Р    |       | 0 / 7  | 12-7           |
| Шанхай                       | 2Р            | 3Р            | 1/2           | Не проводился | Не проводился | Не проводился | 3Р            | 2Р    |       | 0 / 5  | 7-5            |
| Париж                        | -             | 2Р            | 1/4           | 2Р            | 2Р            | 1/2           | 1/2           | 1/4   |       | 0 / 7  | 11-7           |
| Статистика за карьеру        |               |               |               |               |               |               |               |       |       |        |                |
| Проведено финалов            | 0             | 3             | 6             | 3             | 5             | 7             | 3             | 2     | 1     |        | 30             |
| Выиграно турниров АТП        | 0             | 1             | 3             | 1             | 2             | 2             | 1             | 1     | 1     |        | 12             |
| В/П: всего                   | 4-10          | 46-27         | 54-25         | 29-14         | 55-19         | 61-24         | 51-24         | 45-22 | 18-11 |        | 363-176        |
| Σ % побед                    | 29 %          | 63 %          | 68 %          | 67 %          | 74 %          | 72 %          | 68 %          | 67 %  | 62 %  |        | 67,3 %         |

К — проигрыш в квалификационном турнире.

## Победы над теннисистами из топ-10
По состоянию на 9 июня 2025 года
- У Циципаса рекорд 35-55 против игроков, которые на момент проведения матча входили в топ-10.

| Сезон | 2017 | 2018 | 2019 | 2020 | 2021 | 2022 | 2023 | 2024 | Всего |
| Побед | 1    | 6    | 9    | 2    | 5    | 8    | 1    | 3    | 35    |

| №    | Игрок             | Рейтинг | Турнир                       | Покрытие   | Этап       | Счёт                         | Рейтинг Циципаса |
| ---- | ----------------- | ------- | ---------------------------- | ---------- | ---------- | ---------------------------- | ---------------- |
| 2017 |                   |         |                              |            |            |                              |                  |
| 1.   | Давид Гоффен      | 10      | Антверпен, Бельгия           | Хард (зал) | 1/4 финала | 2-6, 7-6(1), 7-6(4)          | 122              |
| 2018 |                   |         |                              |            |            |                              |                  |
| 2.   | Доминик Тим       | 7       | Барселона, Испания           | Грунт      | 1/4 финала | 6-3, 6-2                     | 63               |
| 3.   | Кевин Андерсон    | 8       | Эшторил, Португалия          | Грунт      | 2-й раунд  | 6-7(3), 6-3, 6-3             | 44               |
| 4.   | Доминик Тим       | 8       | Торонто, Канада              | Хард       | 2-й раунд  | 6-3, 7-6(6)                  | 27               |
| 5.   | Новак Джокович    | 10      | Торонто, Канада              | Хард       | 3-й раунд  | 6-3, 6-7(5), 6-3             | 27               |
| 6.   | Александр Зверев  | 3       | Торонто, Канада              | Хард       | 1/4 финала | 3-6, 7-6(11), 6-4            | 27               |
| 7.   | Кевин Андерсон    | 6       | Торонто, Канада              | Хард       | 1/2 финала | 6-7(4), 6-4, 7-6(7)          | 27               |
| 2019 |                   |         |                              |            |            |                              |                  |
| 8.   | Роджер Федерер    | 3       | Открытый чемпионат Австралии | Хард       | 4-й раунд  | 6-7(11), 7-6(3), 7-5, 7-6(5) | 15               |
| 9.   | Александр Зверев  | 4       | Мадрид, Испания              | Грунт      | 1/4 финала | 7-5, 3-6, 6-2                | 9                |
| 10.  | Рафаэль Надаль    | 2       | Мадрид, Испания              | Грунт      | 1/2 финала | 6-4, 2-6, 6-3                | 9                |
| 11.  | Александр Зверев  | 6       | Пекин, Китай                 | Хард       | 1/2 финала | 7-6(6), 6-4                  | 7                |
| 12.  | Новак Джокович    | 1       | Шанхай, Китай                | Хард       | 1/4 финала | 3-6, 7-5, 6-3                | 7                |
| 13.  | Даниил Медведев   | 4       | Итоговый турнир ATP          | Хард (зал) | Группа     | 7-6(5), 6-4                  | 6                |
| 14.  | Александр Зверев  | 7       | Итоговый турнир ATP          | Хард (зал) | Группа     | 6-3, 6-2                     | 6                |
| 15.  | Роджер Федерер    | 3       | Итоговый турнир ATP          | Хард (зал) | 1/2 финала | 6-3, 6-4                     | 6                |
| 16.  | Доминик Тим       | 5       | Итоговый турнир ATP          | Хард (зал) | Финал      | 6-7(6), 6-2, 7-6(4)          | 6                |
| 2020 |                   |         |                              |            |            |                              |                  |
| 17.  | Александр Зверев  | 7       | Кубок АТР                    | Хард       | Группа     | 6-1, 6-4                     | 6                |
| 18.  | Андрей Рублёв     | 8       | Итоговый турнир ATP          | Хард (зал) | Группа     | 6-1, 4-6, 7-6(6)             | 6                |
| 2021 |                   |         |                              |            |            |                              |                  |
| 19.  | Рафаэль Надаль    | 2       | Открытый чемпионат Австралии | Хард       | 1/4 финала | 3-6, 2-6, 7-6(4), 6-4, 7-5   | 6                |
| 20.  | Андрей Рублёв     | 8       | Монте-Карло, Монако          | Грунт      | Финал      | 6-3, 6-3                     | 5                |
| 21.  | Маттео Берреттини | 9       | Рим, Италия                  | Грунт      | 3-й раунд  | 7-6(3), 6-2                  | 5                |
| 22.  | Даниил Медведев   | 2       | Открытый чемпионат Франции   | Грунт      | 1/4 финала | 6-3, 7-6(3), 7-5             | 5                |
| 23.  | Александр Зверев  | 6       | Открытый чемпионат Франции   | Грунт      | 1/2 финала | 6-3, 6-3, 4-6, 4-6, 6-3      | 5                |
| 2022 |                   |         |                              |            |            |                              |                  |
| 24.  | Янник Синнер      | 10      | Открытый чемпионат Австралии | Хард       | 1/4 финала | 6-3, 6-4, 6-2                | 4                |
| 25.  | Александр Зверев  | 3       | Монте-Карло, Монако          | Грунт      | 1/2 финала | 6-4, 6-2                     | 5                |
| 26.  | Андрей Рублёв     | 8       | Мадрид, Испания              | Грунт      | 1/4 финала | 6-3, 2-6, 6-4                | 5                |
| 27.  | Александр Зверев  | 3       | Рим, Италия                  | Грунт      | 1/2 финала | 4-6, 6-3, 6-3                | 5                |
| 28.  | Даниил Медведев   | 1       | Цинциннати, США              | Хард       | 1/2 финала | 7-6(6), 3-6, 6-3             | 7                |
| 29.  | Хуберт Хуркач     | 10      | Астана, Казахстан            | Хард (зал) | 1/4 финала | 7-6(8), 6-3                  | 6                |
| 30.  | Андрей Рублёв     | 9       | Астана, Казахстан            | Хард (зал) | 1/2 финала | 4-6, 6-4, 6-3                | 6                |
| 31.  | Даниил Медведев   | 5       | Итоговый турнир ATP          | Хард (зал) | Группа     | 6-3, 6-7(11), 7-6(1)         | 3                |
| 2023 |                   |         |                              |            |            |                              |                  |
| 32.  | Александр Зверев  | 9       | Париж, Франция               | Хард (зал) | 3-й раунд  | 7-6(2), 6-4                  | 6                |
| 2024 |                   |         |                              |            |            |                              |                  |
| 33.  | Александр Зверев  | 5       | Монте-Карло, Монако          | Грунт      | 3-й раунд  | 7-5, 7-6(3)                  | 12               |
| 34.  | Янник Синнер      | 2       | Монте-Карло, Монако          | Грунт      | 1/2 финала | 6-4, 3-6, 6-4                | 12               |
| 35.  | Каспер Рууд       | 10      | Монте-Карло, Монако          | Грунт      | Финал      | 6-1, 6-4                     | 12               |